# Hervé Michaud
Pour les articles homonymes, voir Michaud.
Hervé J. Michaud (1912-1978) est un fermier, un marchand et un homme politique canadien.

## Biographie
Hervé Michaud est né le 28 décembre 1912 à Bouctouche, au Nouveau-Brunswick. Son père est Joseph Michaud et sa mère est Marie-Anne Girouard. Il étudie au Couvent de l'Immaculée-Conception de Bouctouche puis au Collège Saint-Joseph de Memramcook. Il épouse Marie Anna Maillet le 8 janvier 1938 et le couple a huit enfants.
Il est député de Kent à la Chambre des communes du Canada de 1953 à 1962 en tant que libéral. Il est nommé sénateur sur avis de Lester Pearson le 15 mars 1968 et le reste jusqu'à sa mort. Il est aussi conseiller municipal à Dalhousie entre 1980 et 1988.
Il est président de l'Association des Fermiers du Nouveau-Brunswick en 1943, directeur de la Ligue des Caisses Populaires du Nouveau-Brunswick entre 1942 et 1945 ainsi que membre de la Société nationale de l'Acadie et du Club Richelieu.
Il est mort le 5 juin 1978.